# 川上洋司
川上 洋司（かわかみ ひろし、1951年 - ）は、日本の声楽家、テノール歌手。東京藝術大学名誉教授。山梨県甲府市出身。

## 来歴
- 1974年東京藝術大学音楽学部声楽科卒業。1978年東京藝術大学大学院修士課程オペラ専攻修了。1982年文化庁オペラ研修所第3期修了。渡邊高之助、栗林義信、高丈二、L・グワリーニ、P・M・フェッラーロに師事。
- 1984年から1987年までイタリア・ミラノに留学。
- 1985年、1986年〈ヴェルディの声〉国際コンクールに入選。
- 1986年6月トーディ・ダル・モンテ国際声楽コンクールでマリオ・デル・モナコ賞受賞。
- 1986年10月ベッリーニ国際声楽コンクールで第3位入賞（1位なし）。
- 1984年フィレンツェにおいて「ラ・ボエーム」に出演、主役ロドルフォを演じた他、1985年ミラノでコンサート形式による「ラ・ボエーム」のロドルフォを、1986年ヴィラフランカで「仮面舞踏会」のリッカルドを演ずる。
- 1984年から1987年までにミラノをはじめ各都市において30回のコンサートに出演する。
- 1987年7月、ヴェルディの生地ブッセートにおいて夏のオペラ・フェスティバルに参加。イタリアの名テノールカルロ・ベルゴンツィの代役として「運命の力」のドン・アルヴァーロを演じる。
- 帰国後、1988年二期会公演「カルメン」でドン・ホセを、1989年「運命の力」でドン・アルヴァーロ、「椿姫」でアルフレードを、1990年「お蝶夫人」でピンカートンを、と立て続けに出演している。
- 1992年3月の二期会初の原語上演の「カルメン」でもドン・ホセで出演した。
- 1995年、日伯修好百年記念「夕鶴」ブラジル公演を開催。
- 1997年2月には二期会公演「カヴァレリア・ルスティカーナ」でトゥリッドを演じ、更にレパートリーを広げている。
- 1998年9月には新国立劇場・二期会主催公演「アラベッラ」でマッテオ役を務める。
- 2000年3月新国立劇場・二期会主催公演「沈黙」に出演。

その他、数多くステージで活躍し、オペラでは、「イドメネオ」「コシ・ファン・トゥッテ」、「ポッペーアの戴冠」、「ノルマ」、「トスカ」、「アイーダ」、「オルフェオとエウリディーチェ」「サロメ」、「スペードの女王」他、のオペラに出演している。
コンサートでは1989年、1990年と「NHKニューイヤーオペラコンサート」に出演。またNHK交響楽団などの主要オーケストラを中心にバッハ「ロ短調ミサ」、ヘンデル「メサイア」、モーツァルト「レクイエム」、ベートーヴェン「ミサ・ソレムニス」、「第九」、ヴェルディ「レクイエム」、ファリャ「はかなき人生」、マーラー「千人の交響曲」、「大地の歌」、ヤナーチェク「グラゴル・ミサ」、ブルックナー「テ・デウム」、ロッシーニ「小荘厳ミサ」、「スターバト・マーテル」などを共演している。
またソロ・コンサートでも活躍し、2004年8月には二期会ゴールデンコンサートに木下美穂子とのデュオで出演している。
現在、東京藝術大学教授。東京音楽大学客員教授。二期会会員。日本声楽アカデミー会員。

## 受賞歴
- 二期会オペラスタジオを修了
- 1986年 トーティ・ダル・モンテ国際声楽コンクールでマリオ・デル・モナコ賞受賞。同年、ベッリーニ国際声楽コンクールに第3位入賞（1位なし）
- 1993年 野口賞（芸術文化部門）
- 1995年 前田晃 文化賞